# Коппенбрюгге
Коппенбрюгге (нім. Coppenbrügge) — громада в Німеччині, розташована в землі Нижня Саксонія. Входить до складу району Гамельн-Пірмонт.
Площа — 89,81 км2. Населення становить 7023 ос. (станом на 31 грудня 2021).